# Miss Universo Albania
Miss Universo Albania (en inglés: Miss Universe Albania) es un concurso de belleza nacional en Albania. Se encarga de seleccionar a las representantes del país para el concurso Miss Universo.

## Ganadoras
| Año  | Miss Universo Albania | Municipio   |
| ---- | --------------------- | ----------- |
| 2006 | Eralda Hitaj          | Tirana      |
| 2007 | Sadina Alla           | Tirana      |
| 2008 | Matilda Mecini        | Tirana      |
| 2009 | Hasna Xhukiçi         | Fier        |
| 2010 | Angela Martini        | Shkodër     |
| 2011 | Xhesika Berberi       | Tirana      |
| 2012 | Adrola Dushi          | Lezhë       |
| 2013 | Fioralba Dizdari      | Tirana      |
| 2014 | Zhaneta Byberi        | Tirana      |
| 2015 | Megi Luka             | Fushë-Krujë |
| 2016 | Lindita Idrizi        | Elbasan     |
| 2017 | Blerta Leka           | Tirana      |
| 2018 | Trejsi Sejdini        | Elbasan     |
| 2019 | Cindy Marina          | Shkodër     |
| 2020 | Paula Mehmetukaj      | Tirana      |
| 2021 | Ina Dajci             | Tirana      |
| 2022 | Deta Kokomani         | Durrës      |
| 2023 | Endi Mariana Demneri  | Tirana      |

## Representación internacional por año

### Miss Universo Albania
: Declarada como ganadora
     : Terminó como finalista
     : Terminó como una de las semifinalistas o cuartofinalistas
     : Terminó como ganadora de premios especiales
Desde 2006, la ganadora de Miss Universo Albania va a Miss Universo. Anteriormente, se enviaba una ganadora de Miss Albania a Miss Universo.
| Año  | Municipio   | Miss Universo Albania | Posición en Miss Universo | Premios especiales              | Notas |
| ---- | ----------- | --------------------- | ------------------------- | ------------------------------- | --- |
| 2024 | Durrës      | Franceska Rustem      | No clasificó              |                                 | |
| 2023 | Tirana      | Endi Mariana Demneri  | No clasificó              |                                 | |
| 2022 | Durrës      | Deta Kokomani         | No clasificó              |                                 | |
| 2021 | Tirana      | Ina Dajci             | No clasificó              |                                 | |
| 2020 | Tirana      | Paula Mehmetukaj      | No clasificó              |                                 | |
| 2019 | Shkodër     | Cindy Marina          | Top 20                    |                                 | Marina es una albanesa estadounidense de Temecula, California. Shkodër es su hogar ancestral. |
| 2018 | Elbasan     | Trejsi Sejdini        | No clasificó              |                                 | |
| 2017 | Tirana      | Blerta Leka           | No clasificó              |                                 | |
| 2016 | Elbasan     | Lindita Idrizi        | No clasificó              | - Miss Fotogénica               | |
| 2015 | Fushë-Krujë | Megi Luka             | No clasificó              |                                 | |
| 2014 | Tirana      | Zhaneta Byberi        | No clasificó              |                                 | |
| 2013 | Tirana      | Fioralba Dizdari      | No compitió               | No compitió                     | Dizdari no compitió en Miss Universo 2013 luego de que Albania decidiera retirarse de la competencia, debido a que el país anfitrión, Rusia, no permitió que Miss Universo Kosovo compitiera en la competencia. |
| 2012 | Lezhë       | Adrola Dushi          | No clasificó              |                                 | |
| 2011 | Tirana      | Xhesika Berberi       | No clasificó              |                                 | |
| 2010 | Shkodër     | Angela Martini        | Top 10                    |                                 | |
| 2009 | Fier        | Hasna Xhukiçi         | Top 15                    |                                 | |
| 2008 | Tirana      | Matilda Mecini        | No clasificó              | - Mejor Traje Nacional (Top 10) | |
| 2007 | Tirana      | Sadina Alla           | No clasificó              |                                 | |
| 2006 | Tirana      | Eralda Hitaj          | No clasificó              |                                 | |
| 2005 | Istog       | Agnesa Vuthaj         | No clasificó              |                                 | Vuthaj es una albanesa de Kosovo, cuya ciudad natal está en Kosovo, no en Albania. |
| 2004 | No compitió | No compitió           | No compitió               | No compitió                     | No compitió |
| 2003 | Tirana      | Denisa Kola           | No clasificó              |                                 | |
| 2002 | Tirana      | Anisa Kospiri         | Top 10                    |                                 | |

### Miss Mundo Albania
: Declarada como ganadora
     : Terminó como finalista
     : Terminó como una de las semifinalistas o cuartofinalistas
     : Terminó como ganadora de premios especiales
La primera finalista o la segunda posición (otra concursante) en Miss Universo Albania o la designada representará a Albania en Miss Mundo.
| Año  | Municipio | Miss Mundo Albania | Posición en Miss Mundo | Premios especiales | Notas |
| ---- | --- | --- | --- | --- | --- |
| 2023 | Kruje | Angela Tanuzi | Por competir | | |
| 2022 | Miss Mundo 2021 se reprogramó para el 16 de marzo de 2022 debido al brote de pandemia de COVID-19 en Puerto Rico, no comenzó ninguna edición en 2022 | Miss Mundo 2021 se reprogramó para el 16 de marzo de 2022 debido al brote de pandemia de COVID-19 en Puerto Rico, no comenzó ninguna edición en 2022 | Miss Mundo 2021 se reprogramó para el 16 de marzo de 2022 debido al brote de pandemia de COVID-19 en Puerto Rico, no comenzó ninguna edición en 2022 | Miss Mundo 2021 se reprogramó para el 16 de marzo de 2022 debido al brote de pandemia de COVID-19 en Puerto Rico, no comenzó ninguna edición en 2022 | Miss Mundo 2021 se reprogramó para el 16 de marzo de 2022 debido al brote de pandemia de COVID-19 en Puerto Rico, no comenzó ninguna edición en 2022                   |
| 2021 | Tirana | Amela Agastra | No clasificó | - Miss Mundo Talento (Top 27) | La Miss Mundo Albania 2021, Joanna Kiose no compitió en Miss Mundo. Amela Agastra la reemplazó para ser la nueva Miss Mundo Albania en Miss Mundo 2021.                |
| 2020 | Debido al impacto de la pandemia de COVID-19, no hubo concurso en 2020                                                                               | Debido al impacto de la pandemia de COVID-19, no hubo concurso en 2020                                                                               | Debido al impacto de la pandemia de COVID-19, no hubo concurso en 2020                                                                               | Debido al impacto de la pandemia de COVID-19, no hubo concurso en 2020                                                                               | Debido al impacto de la pandemia de COVID-19, no hubo concurso en 2020                                                                                                 |
| 2019 | Tirana | Atalanta Kercyku | No clasificó | | |
| 2018 | Lezhë | Nikita Preka | No clasificó | | |
| 2017 | Fier | Joana Grabolli | No clasificó | | |
| 2016 | Tirana | Ëndrra Kovaçi | No clasificó | | |
| 2015 | Kolonjë | Kristina Bakiu | No clasificó | | Kristina Bakiu fue designada Miss Mundo Albania 2015 por el franquiciador local. Ganó Miss Universo Albania 2013 pero no pudo competir en Miss Universo 2013 en Rusia. |
| 2014 | Korçë | Xhensila Pere | No clasificó | | |
| 2013 | Tirana | Ersela Kurti | No clasificó | | Ersela Kurti ganó Miss Mundo Albania en 2012. Fue asignada para competir en Miss Mundo 2013 en Indonesia.                                                              |

### Miss Tierra Albania
: Declarada como ganadora
     : Terminó como finalista
     : Terminó como una de las semifinalistas o cuartofinalistas
     : Terminó como ganadora de premios especiales
En 2021, Miss Universo Albania adquirió la franquicia de Miss Tierra y la tercera ganadora o segunda finalista representará a Albania en Miss Tierra.
| Año  | Municipio | Miss Tierra Albania | Posición en Miss Tierra | Premios especiales | Notas |
| ---- | --------- | ------------------- | ----------------------- | ------------------ | ----- |
| 2022 | Tirana    | Rigelsa Cybi        | No clasificó            |                    |       |
| 2021 | Tirana    | Ornella Karruku     | No compitió             | No compitió        |       |

## Polémica por participación albanesa en Miss Universo 2013
Rusia no reconoce a Kosovo como un país independiente, por lo cual Mirjeta Shala, Miss Kosovo no puede entrar al país con pasaporte kosovar; Fadil Berisha, director nacional para Albania y Kosovo, como medida de seguridad y de protesta ha decidido no enviar a Fioralba Dizdari, Miss Albania, al certamen.